# 121

## Родени
- 26 април – Марк Аврелий, римски император († 180 г.)